# Jiading (häradshuvudort i Kina, Jiangxi Sheng, lat 25,43, long 114,93)
Jiading (kinesiska: 嘉定, 信丰县) är en häradshuvudort i Kina. Den ligger i provinsen Jiangxi, i den sydöstra delen av landet, omkring 370 kilometer söder om provinshuvudstaden Nanchang. Antalet invånare är 664 047. Befolkningen består av 328 808 kvinnor och 335 239 män. Barn under 15 år utgör 22,0 %, vuxna 15-64 år 69 %, och äldre över 65 år 7,0 %.
Runt Jiading är det ganska tätbefolkat, med 199 invånare per kvadratkilometer. Jiading är det största samhället i trakten. Trakten runt Jiading består till största delen av jordbruksmark.
Genomsnittlig årsnederbörd är 1 836 millimeter. Den regnigaste månaden är maj, med i genomsnitt 344 mm nederbörd, och den torraste är oktober, med 18 mm nederbörd.